# Zygmunt Łoboda

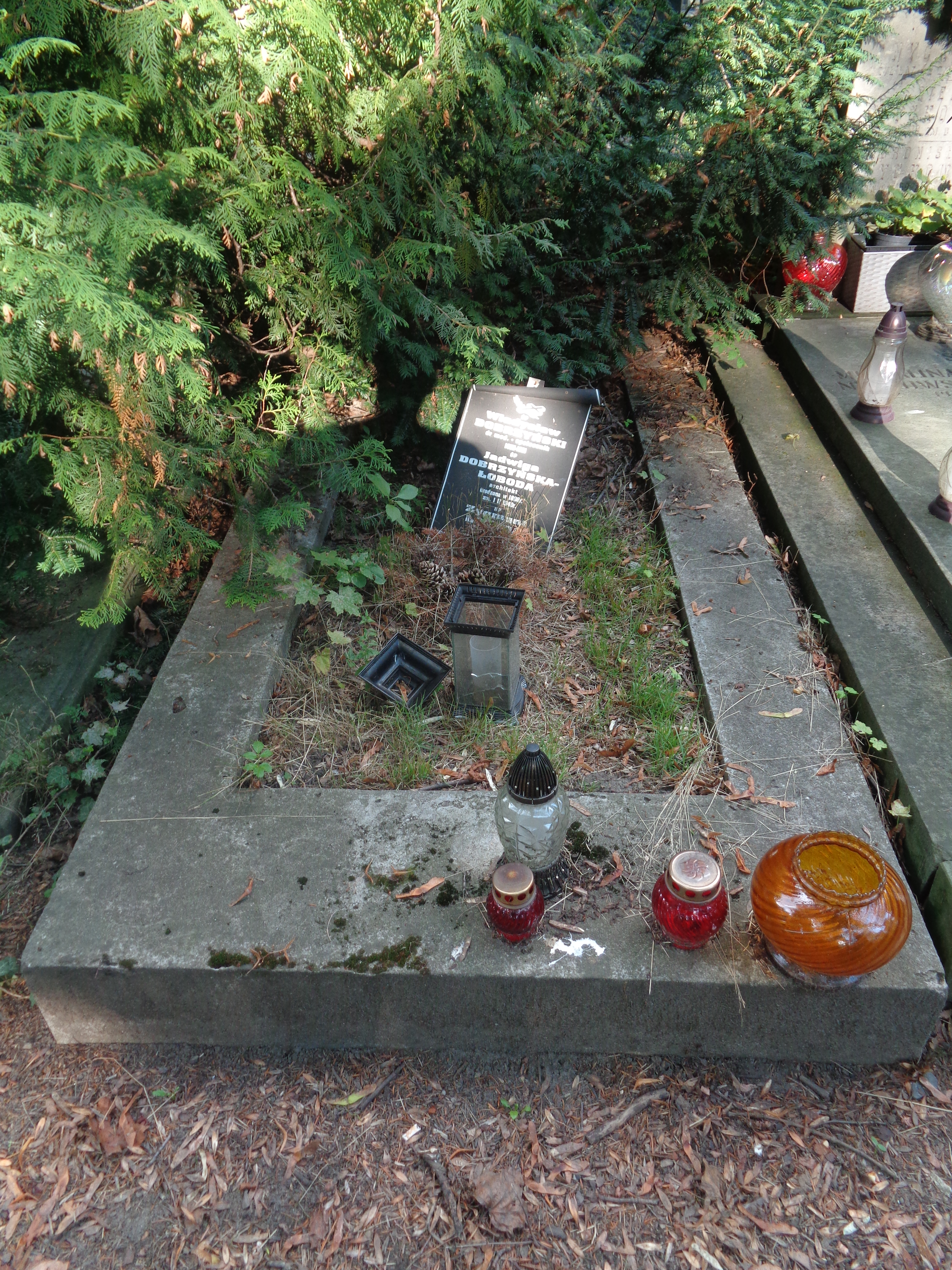
Symboliczny grób Zygmunta Łobody na cmentarzu Powązkowskim w Warszawie

Zygmunt Teofil Łoboda (ur. 1895, zm. 8 kwietnia 1945 we Flossenbürgu (KL)) – polski architekt.

## Życiorys
Absolwent Wydziału Architektury Politechniki Warszawskiej z roku 1927. Od 1923 roku uczestniczył w licznych konkursach architektonicznych. Od 1926 roku aż do śmierci pracował wspólnie z żoną Jadwigą Dobrzyńską.
Do ich realizacji zalicza się m.in.:
- kolonia mieszkaniowa dla Spółdzielni Pracowników Monopolu Spirytusowego przy al. Wojska Polskiego na warszawskim Żoliborzu (1929-1930);
- gmach Śląskich Naukowych Zakładów Technicznych w Katowicach (1931);
- dom własny przy ulicy Estońskiej 6 na Saskiej Kępie w Warszawie (1933);
- gmach PKO w Poznaniu (1934);
- sanatorium na Kubalonce w Istebnej (1937).

Pochowany symbolicznie na cmentarzu Powązkowskim w Warszawie (kw. 190-2-23).